# Henschel Hs 123
El Henschel Hs 123 fue un biplano monoplaza de bombardeo en picado, apoyo cercano y avión de ataque utilizado por la Luftwaffe; fue usado durante la guerra civil española y la primera mitad del período de la Segunda Guerra Mundial. Si bien era un diseño obsoleto, permaneció en primera línea de servicio hasta 1944, y solo fue retirado debido a una escasez de células reparadas y piezas de repuesto.

## Diseño y desarrollo

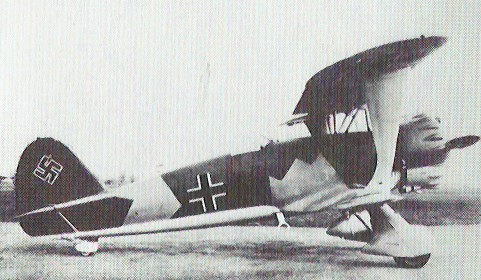
Avión de apoyo táctico Henschel Hs 123. Fotografía tomada antes de 1939

Proyectado en 1934, realizó su primer vuelo en 1935, entrando en servicio un año más tarde. Se trataba en definitiva, de un biplano realizado con una estructura de metal recubierta de tela, que incorporaba un patín y una rueda de cola fijos y una carlinga abierta. Sus mejores características eran la maniobrabilidad y la robustez, lo que hizo que fuera apreciado en operaciones de apoyo a la infantería, pese a ser pensado como bombardero en picado. También fue usado en misiones de hostigamiento a los partisanos. Antes de la guerra ya se habían fabricado unos 265 aparatos, intentando de nuevo ser fabricado durante la contienda debido a sus excelentes prestaciones.
Henschel era un fabricante alemán de locomotoras. Poco después de la ascensión de Hitler al poder, Henschel decidió iniciar el diseño de aviones y uno de los primeros fue el Hs 123. El avión fue diseñado para satisfacer los requisitos de un bombardero en picado (1933) para la renacida Luftwaffe. Henschel y Fieseler, con su Fi 98, compitieron por el requisito del contrato de producción, que especificaba un biplano monoplaza de bombardero en picado. El general Ernst Udet, as de la aviación de la Primera Guerra Mundial, voló el primer prototipo Hs 123 V1 el 8 de mayo de 1935.
Los tres primeros prototipos, con motores BMW 132 A-3 de 485 kW (650 hp), se probaron en Rechlin en agosto de 1936. Solo el primer prototipo tenía capó "suave", pero a partir de ese momento, todos los aviones tuvieron una cubierta perfectamente ajustada que incluía 18 carenados que cubrían las válvulas del motor. Los prototipos Henschel acabaron con tirantes y alambres, a pesar de que parecía un poco anticuado con sus puntales y voladizo. Los trenes de aterrizaje principales se adjuntaban a las alas más pequeñas inferiores; el Hs 123 estaba construido totalmente en metal, con líneas limpias y maniobrabilidad superiores. Sus alas de biplano eran de configuración sesquiplano, en la que el ala menor es significativamente más pequeña que la superior.
El rendimiento global del prototipo Hs 123 V1 eliminó prematuramente cualquier posibilidad del más convencional Fi 98, que se canceló después de que hubiera sido construido un único prototipo. Durante las pruebas, el Hs 123 demostró ser capaz de picar "casi en la vertical", sin embargo, posteriormente dos prototipos se estrellaron debido a fallos estructurales en las alas que se produjeron cuando el avión se probó en picados de alta velocidad. El cuarto prototipo incorporó mejoras para subsanar estos problemas; principalmente, fue instalada una sección más reforzada en el centro del fuselaje. Después de haber sido probados con éxito, se ordenó la producción de los Hs 123 con motores BMW 132Dc de 656 kW (880 hp).
El Hs 123 estaba destinado a reemplazar al biplano de reconocimiento y bombardero en picado Heinkel He 50, así como actuar como un aparato de transición hasta que el Junkers Ju 87 estuviera disponible. Como tal, la producción fue limitada y no se consideraron realizar más mejoras, aunque una versión mejorada, el Hs 123B, fue desarrollada por Henschel en 1938. Una propuesta para adaptar a la aeronave un motor BMW 132 más potente ("K" de 716 kW (960 hp)) no pasó más allá de la fase de prototipo, el Hs 123 V5. El prototipo V6, equipado con un motor similar y con una cabina con deslizamiento de campana tenía la intención de servir como prototipo del Hs 123C. No obstante, la producción del modelo terminó en octubre de 1938 con unos 265 aviones en todas las series.

## Historia operacional

### Antes de la Segunda Guerra Mundial
Un pequeño lote de preproducción de Hs 123A-0 se completó en 1936 para el servicio de evaluación de la Luftwaffe. Este grupo inicial fue seguido por la primera producción de una serie del modificado ligeramente Hs 123A-1. El avión de servicio contaba con blindaje para la cabeza del piloto y un carenado en su lugar (un dosel fue probado en el Hs 123V6), así como las ruedas principales con carenados extraíbles y rueda de cola fija. La carga principal de armas era de cuatro bombas SC 50 de 50 kg; las bombas eran transportadas en soportes bajo el ala menor junto con una SC 250 adicional de 250 kg montada en una "muleta" bajo el fuselaje. La configuración habitual era instalar un depósito auxiliar de combustible lanzable que se descartaba en caso de emergencia. Dos ametralladoras MG 17 (7,92 mm) fueron montadas en el morro, sincronizadas a través del disco de la hélice.
El avión entró en servicio en otoño de 1936, y en el 1./StG 162 en abril de 1937. Su carrera como bombardero en picado se truncó cuando la unidad recibió su primer Ju 87A en 1937. Los Hs 123 restantes se incorporaron en el Fliegergeschwader 100 temporal en el momento de la crisis de Múnich. La Geschwader (ala) se había creado como medida de emergencia, equipada con aviones obsoletos y encargada de la función de ataque terrestre. Con la firma de los acuerdos de Múnich, la crisis había terminado y el Geschwader se disolvió, los Gruppen debieron ser trasladados a otras unidades. En 1939, a pesar de su éxito en España, la Luftwaffe consideró obsoleto el Hs 123 y el Schlachtgeschwader (Ala de apoyo cercano) quedó con un solo grupo, el II.(Schl)/LG2, todavía equipado con el Hs 123.

### Guerra civil española
Al mismo tiempo, el Oberst (más tarde Generalfeldmarschall ) Wolfram Freiherr von Richthofen, jefe del Estado Mayor de la recién creada Legión Cóndor, recomendó el envío de algunos Hs 123A-1 al teatro de operaciones. Cinco de estos aviones llegaron a Sevilla en diciembre de 1936, pero von Richthofen estaba más interesado en evaluar las capacidades del Hs 123A como Schlachtflugzeug, o avión de apoyo táctico, debido a sus virtudes como bombardero en picado.
En su papel, el Hs 123 demostró ser un fracaso por su pequeña carga de bombas y su corto alcance. En cambio, los Hs 123 con base en Sevilla fueron utilizados para apoyo a tierra, un papel en el que su alcance no era detrimento, y donde la capacidad de las municiones con precisión era más importante que llevar una gran carga. La evaluación del Hs 123 en combate demostró una notable resistencia en las misiones de apoyo cercano, demostrando ser capaz de absorber una gran cantidad de castigo, incluido impactos directos sobre la célula y el motor. Sus características interesaron a los responsables de la aviación nacionalista española, que solicitaron la entrega de alguno de estos biplanos, por lo que ordenaron la compra de toda la línea de vuelo y pidieron otros 11 aviones procedentes de unidades de la Luftwaffe y que llegaron en el verano de 1938. Junto a los cinco ejemplares procedentes de la Legión Cóndor, formaron la dotación del Grupo 24, donde fueron conocidos afectuosamente con el nombre de "Angelito", y al menos un Hs 123 continuaba en servicio con el Ejército del Aire después de 1945. Se hicieron populares por su robustez y fiabilidad, a pesar de las arriesgadas tareas a las que fue asignado, y, del total de 16 ejemplares recibidos por los españoles, tan solo dos se perdieron durante el conflicto. Acabada la contienda, los aparatos supervivientes fueron concentrados en Sevilla, con la designación BV.1, y los últimos fueron dados de baja en 1952.

### Segunda Guerra Chino-japonesa
Doce Hs 123 también se exportaron a China, donde se utilizaron ampliamente como bombarderos en picado contra los japoneses a lo largo de la guerra del río Yangzé, especialmente en 1938.

### Segunda Guerra Mundial (servicio de Polonia a Grecia)

#### Campaña polaca
Al estallido de las hostilidades, los 39 Hs 123 supervivientes fueron asignados al II.(Schl)/LG 2, comprometiéndose a actuar en la campaña polaca. Esta unidad demostró ser especialmente eficaz. Aullando por encima de las cabezas de las tropas enemigas, los Hs 123 lanzaron sus bombas con precisión devastadora. Un aspecto alarmante del ataque del Hs 123 era el staccato del ruido de su motor, que un piloto puede manipular cambiando las rpm para crear la sensación de ráfagas similares a "disparos de armas de fuego". El Hs 123 demostró ser resistente y capaz de soportar una gran cantidad de daños y aún seguir volando. Operando desde primitivas bases cerca de las líneas del frente, el personal de tierra lo consideraba fiable en condiciones de campo, y fácil de mantener. La campaña polaca fue un éxito para una aeronave considerada obsoleta por el Alto Mando de la Luftwaffe.

#### Guerra relámpago en Francia y Países Bajos
En un año, el Hs 123 fue llamado de nuevo a la acción en ataques de la Blitzkrieg (guerra relámpago) a través de los Países Bajos y Francia. El General Guderian se impresionó continuamente por el rápido tiempo de rotación que ofrecía el II.(Schl)/LG 2. A menudo colocada como la unidad de combate más avanzada de la Luftwaffe, el Hs 123 ejecutó más misiones de vuelo al día que otras unidades, y una vez más demostró su valía en la función de apoyo cercano. Con el Ju 87 siendo utilizado en lo que podría calificarse como tácticas terroristas en lugar de una verdadera función de ataque a tierra, y otras aeronaves sin capacidad para esta misión en el arsenal de la Luftwaffe, el Hs 123 estaba destinado a continuar en servicio durante algún tiempo más, aunque los números se reducían constantemente por el desgaste.

#### Batalla de Inglaterra
El Hs 123 no fue empleado en la posterior Batalla de Inglaterra porque el Canal de la Mancha demostró ser un formidable obstáculo para los aviones de corto alcance. El único operador II.(Schl)/LG 2 volvió a Alemania para reequiparse con el Messerschmitt Bf 109E, la variante cazabombardero (Jabo). Como defecto, era muy difícil el rodaje en tierra y pobres las características de despegue/aterrizaje, especialmente gravado con una carga de bombas.

#### Campaña de los Balcanes
Al inicio de la Campaña de los Balcanes, los 32 ejemplares de Hs 123 que se habían retirado después de la caída de Francia fueron retomados de nuevo en servicio para dotar al 10.(Schl)/LG 2. La aeronave actuó lo suficientemente bien como para justificar su uso en la Operación Barbarroja.

### Segunda Guerra Mundial (Frente Oriental)
En el comienzo de la Operación Barbarroja, el único grupo de la Luftwaffe que se dedicó al apoyo en tierra en la categoría II.(Schl)/LG 2, operaba 38 Bf 109E y 22 Hs 123. En el servicio del Frente Oriental, el resto de aviones habían sido modificados de "campo" con los carenados de las ruedas principales eliminadas, más blindaje y equipamiento adicional, así como con el montaje de ametralladoras y cañones extra, incluso en soportes subalares.

#### Escuadrilla Azul
Algunos voluntarios de la Escuadrilla Azul (15. Spanische Staffel/VIII. Fliegerkorps) del JG 27, separados en la Luftflotte 2 en sus Hs 123, gestionaron la colaboración de unidades de la II.(Schl.)/LG 2 en ataques a tierra junto a sus Bf 109E-7 durante el período 1941-42.
La primera unidad participó en acción a lo largo de la parte central y norte del frente, con un breve tiempo en apoyo de los combates en los alrededores de Leningrado, y participando en las batallas de Briansk y Vyazma. En las primeras semanas se manifestaron los problemas asociados con el uso del Bf 109E, que estaba plagado de fallos al aterrizar y de motor en el papel de cazabombardero. Su motor en línea refrigerado por líquido era también más vulnerable a los disparos de armas pequeñas que los motores radiales del Hs 123.

#### Batalla de Moscú
El invierno trajo dificultades a todos las fuerzas alemanas en Rusia, y los pilotos con la cabina de mando externa de los Henschel sufrieron las consecuencias. A pesar de ello, tomaron parte en la Batalla de Moscú. En enero, la unidad fue redesignada como Schlachtgeschwader 1, SchlG 1 la primera dedicada al ataque a tierra. El Hs 123 se convirtió en parte del 7./SchlG 1.

#### Frente Centro y Sur
Esta "nueva" unidad participó en las operaciones en Crimea, en mayo de 1942, después de lo cual operó en el sector meridional desde hacía algún tiempo, participando en la Segunda Batalla de Járkov y pasó a tomar parte en la Batalla de Stalingrado. En el ínterin, el pequeño número de Hs 123 operacional siguió disminuyendo lentamente. Fueron rescatados aviones de las escuelas de formación, de vertederos abandonados, e incluso en toda Alemania para reemplazar las pérdidas. El avión que supuestamente había sustituido al Hs 123, el Ju 87, empezó a ser asignado a unidades de ataque a tierra, dejando a nuevas aeronaves las misiones de bombardeo.

#### Un inesperado homenaje
El mayor homenaje a la utilidad de los Hs 123 llegó en enero de 1943, cuando el Generaloberst Wolfram Freiherr von Richthofen, entonces comandante en jefe de la Luftflotte 4, preguntó si la producción de los Hs 123 podría ser reiniciada, porque el modelo funcionaba bien en un teatro de operaciones donde el barro, la nieve, la lluvia y el hielo se habían cobrado muchas víctimas entre aviones más avanzados. Sin embargo, la fábrica Henschel ya había desmantelado todas las herramientas y plantillas en 1940.

#### Batalla de Kursk
Después de tomar parte en la Batalla de Kursk, el SG 1 regresó a Crimea, al final de la primavera de 1944. La Luftwaffe finalmente renunció a la aeronave que había servido en toda Europa desde España a Leningrado. El 7./SG 1 cambió sus últimos Hs 123, a mediados de 1944, por Ju 87, un tipo que ya lo había sustituido en 1937.

### Final de la Segunda Guerra Mundial
En 1945, los Hs 123 que fueron reparados fueron reasignados a funciones secundarias, como transportes y remolcado de planeadores.

## Variantes

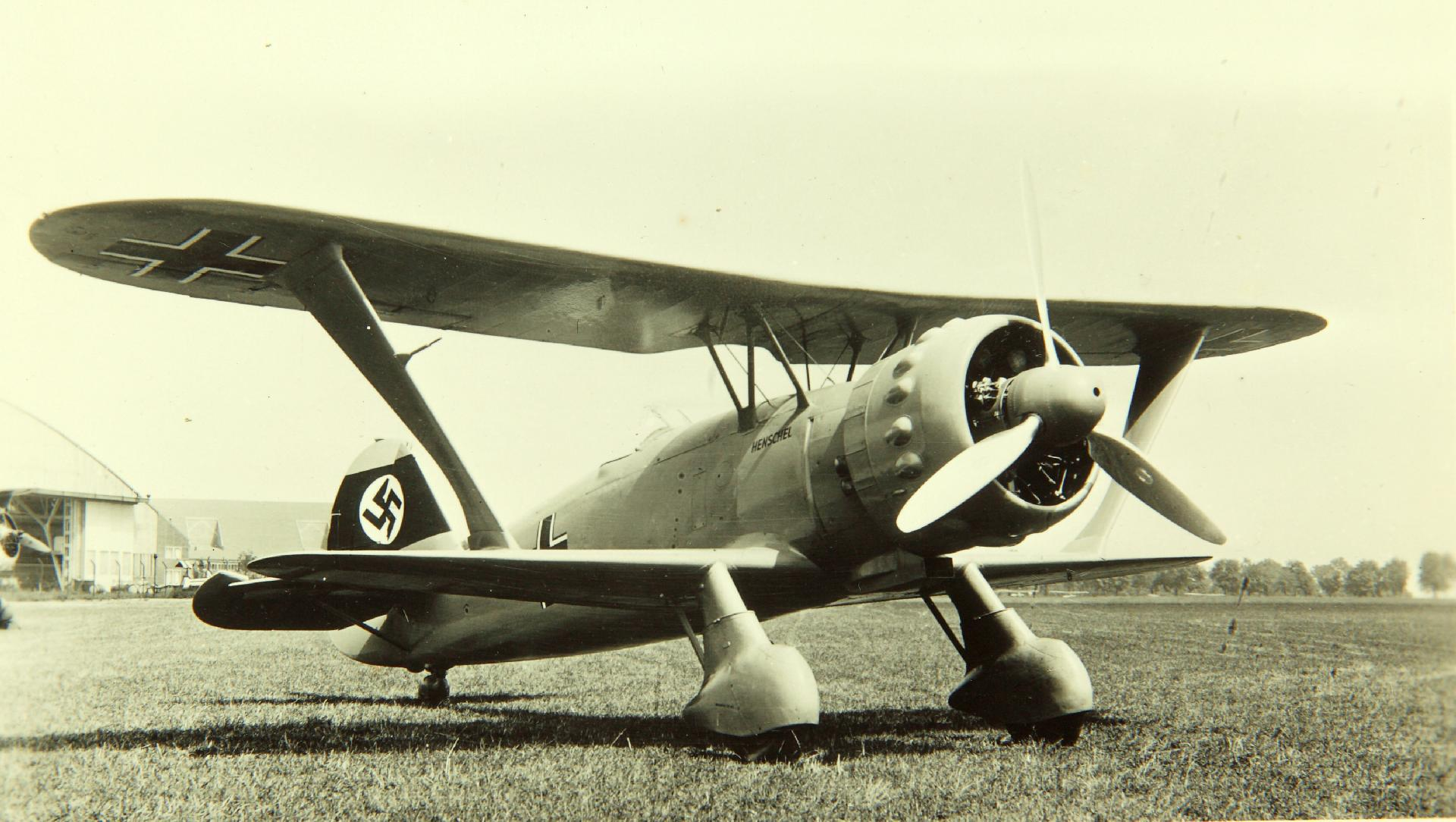
Prototipo Hs 123 V5.

Hs 123 V1
D-ILUA, c/n 265, con BMW 132A de 725 hp y hélice de 3 palas.
Hs 123 V2
D-????, c/n 266, primero con Wright Cyclone G R-1820-F 52 de 770 hp, hélice tripala; después fue remotorizado con un BMW 132A de 725 hp, hélice tripala, redenominado He 123 V8.
Hs 123 V3
D-IKOU, c/n 267, BMW 132A de 725 hp, hélice bipala.
Hs 123 V4
D-IZXY, c/n 670, BMW 132A, hélice tripala, redenominado Hs 123 V8.
Hs 123 V5
D-INRA, c/n 769, primero BMW 132G de 830 hp, hélice tripala; después un BMW 132J de 910 hp, finalmente un BMW 132K V109A de 960 hp; hélice tripala.
Hs 123 V6
D-IHDI, c/n 797, voló con ambos motores: un BMW 132J de 910 hp y BMW 132K de 960 hp; hélice tripala; cabina cerrada; 2 ametralladoras adicionales.
Hs 123 V7
D-IUPO, c/n???, BMW 132K V110.
Hs 123 V8
Versión reconstruida desde el V2 y el V4.
Hs 123A-0
Variante de preproducción, 16 construidos, c/n 628-635 y 788-795.
Hs 123A-1
Variante de producción en serie, 229 construidos (100 por Henschel, 129 por AGO).
Hs 123B
Versión mejorada con recubrimiento del ala totalmente metálico y alerones modificados, desarrollada en 1938.
Hs 123C
Versión destinada a utilizar el motor BMW 132 más potente con 960 hp, obtenida mediante la conversión del prototipo V6.

## Operadores
Alemania
- Luftwaffe

 España
- El Ejército del Aire de España compró todos los remanentes de la Legión Cóndor, ordenando 11 aviones adicionales a Alemania. En el Frente Oriental, voluntarios de la Escuadrilla Azul (15. Spanische Staffel/VIII. Fliegerkorps) del JG 27, basados en Vítebsk, operaron Hs 123 en unidades del II.(Schl.)/LG 2.

 República de China
- La Fuerza Aérea Nacionalista operó 12 aviones como bombarderos en picado.[10][11][12]

## Legado
El Henschel Hs 123 demostró el adagio de que "una aeronave resistente y fiable puede ser una eficaz arma de combate". A pesar de su apariencia anticuada, los Hs 123 demostraron ser unos formidables enemigos en cada campo de batalla de la Segunda Guerra Mundial en los que lucharon.

## Supervivientes
No se sabe de Hs 123 que hayan sobrevivido. 

## Maquetas
Hay varios modelos del Henschel Hs 123. En escala 1/72 hay de Airfix; en la escala 1/48 aparecen modelos de Revell, ESCI, e Italeri.

## Especificaciones (Hs 123A-1)
Referencia datos: Enciclopedia de la Aviación Vol. 9 1984.

### Características generales
- Tripulación: Uno (piloto)
- Longitud: 8,3 m (27,3 ft)
- Envergadura: 10,5 m (34,4 ft)
- Altura: 3,2 m (10,5 ft)
- Superficie alar: 24,9 m² (267,5 ft²)
- Peso vacío: 1500 kg (3306 lb)
- Peso máximo al despegue: 2215 kg (4881,9 lb)
- Planta motriz: 1× motor radial de 9 cilindros BMW 132Dc.
  - Potencia: 625 kW (862 HP; 850 CV)

### Rendimiento
- Velocidad máxima operativa (Vno): 341 km/h (212 MPH; 184 kt) a 1200 m s. n. m.
- Velocidad crucero (Vc): 315 km/h (196 MPH; 170 kt) a 2000 m s. n. m.
- Alcance: 850 km (459 nmi; 528 mi)
- Techo de vuelo: 9000 m (29 528 ft)
- Régimen de ascenso: 15 m/s (2953 ft/min)

### Armamento
- Ametralladoras: 2× MG 17 cal. 7,92 mm

- Cañones:  Se hicieron modificaciones de campo con 2 cañones MG FF de 20 mm
- Bombas: 450 kg bajo las alas y el fuselaje

## Aeronaves relacionadas

### Aeronaves similares
- Curtiss SBC Helldiver
- Fiat CR.42
- Hawker Hart
- Heinkel He 50
- IMAM Ro.37
- Kawasaki Ki-3
- Polikarpov R-5
- Polikarpov R-Z

### Secuencias de designación
- Secuencia Hs _ (designaciones del RLM para Henschel): Hs 117 - Hs 121 - Hs 122 - Hs 123 - Hs 124 - Hs 125 - Hs 126 →
- Secuencia Numérica (designaciones del RLM 1933-1945): ← He 120 - Hs 121 - Hs 122 - Hs 123 - Hs 124 - Hs 125 - Hs 126 →
- Secuencia Numérica (Aeronaves del Ejército del Aire español, 1939-1945): ← 21 - 22 - 23 - 24 - 25 - 26 - 27 →
- Secuencia B._ (Aeronaves de Bombardeo del Ejército del Aire español, 1945-1954): B.1 - BV.1 - B.2 - B.3 - B.4
- Secuencia B._ (Aeronaves de Bombardeo del Ejército del Aire español, 1954-1978): BV.1 - B.2/H